# Luke Lamperti
Luke Lamperti (Sebastopol, 31 dicembre 2002) è un ciclista su strada statunitense che corre per il team Soudal Quick-Step.

## Palmarès
- 2019 (Juniores)

2ª tappa, 1ª semitappa Grand Prix Rüebliland (Hägglingen > Hägglingen)
- 2021 (Trinity Racing, una vittoria)

2ª tappa Tour d'Eure-et-Loir (Courville-sur-Eure > Dreux)
- 2022 (Trinity Racing, una vittoria)

3ª tappa Tour de Taiwan (Hsinchu > Shigang)
- 2023 (Trinity Racing, otto vittorie)

1ª tappa Volta ao Alentejo (Beja > Ourique)
4ª tappa Circuit des Ardennes (Bazeilles > Charleville-Mézières)
Rutland-Melton International Cicle Classic
1ª tappa Tour de Bretagne (Plouescat > Saint-Pol-de-Léon)
Prologo Tour of Japan (Sakai > Sakai, cronometro)
4ª tappa Tour of Japan (Mino > Mino)
7ª tappa Tour of Japan (Sagamihara > Sagamihara)
3ª tappa Giro Next Gen (Priocca > Magenta)
- 2024 (Soudal Quick-Step, una vittoria)

1ª tappa Giro della Repubblica Ceca (Prostějov > Ostrava)
- 2025 (Soudal Quick-Step, una vittoria)

1ª tappa Giro della Repubblica Ceca (Praga > Karlovy Vary)

### Altri successi
- 2019 (Juniores)

Classifica scalatori Tour de l'Abitibi
- 2022 (Trinity Racing)

Lincoln Grand Prix
Classifica a punti Tour de Taiwan
- 2023 (Trinity Racing)

Classifica a punti Tour de Bretagne
Classifica a punti Tour of Japan
US Pro Criterium Championship

## Piazzamenti

### Grandi Giri
- Giro d'Italia

2024: 117º
2025: 146º

### Classiche monumento
- Milano-Sanremo

2024: 108º
- Giro delle Fiandre

2025: ritirato
- Parigi-Roubaix

2025: ritirato

### Competizioni mondiali
- Campionati del mondo

Fiandre 2021 - In linea Under-23: squalificato
Wollongong 2022 - In linea Under-23: 55º
Glasgow 2023 - In linea Under-23: 15º
- Campionati del mondo gravel

Veneto 2023 - Elite: 75º